# Казабона (Изернија)
Казабона је насеље у Италији у округу Изернија, региону Молизе.
Према процени из 2011. у насељу је живело 36 становника. Насеље се налази на надморској висини од 877 м.